# Không biến thái

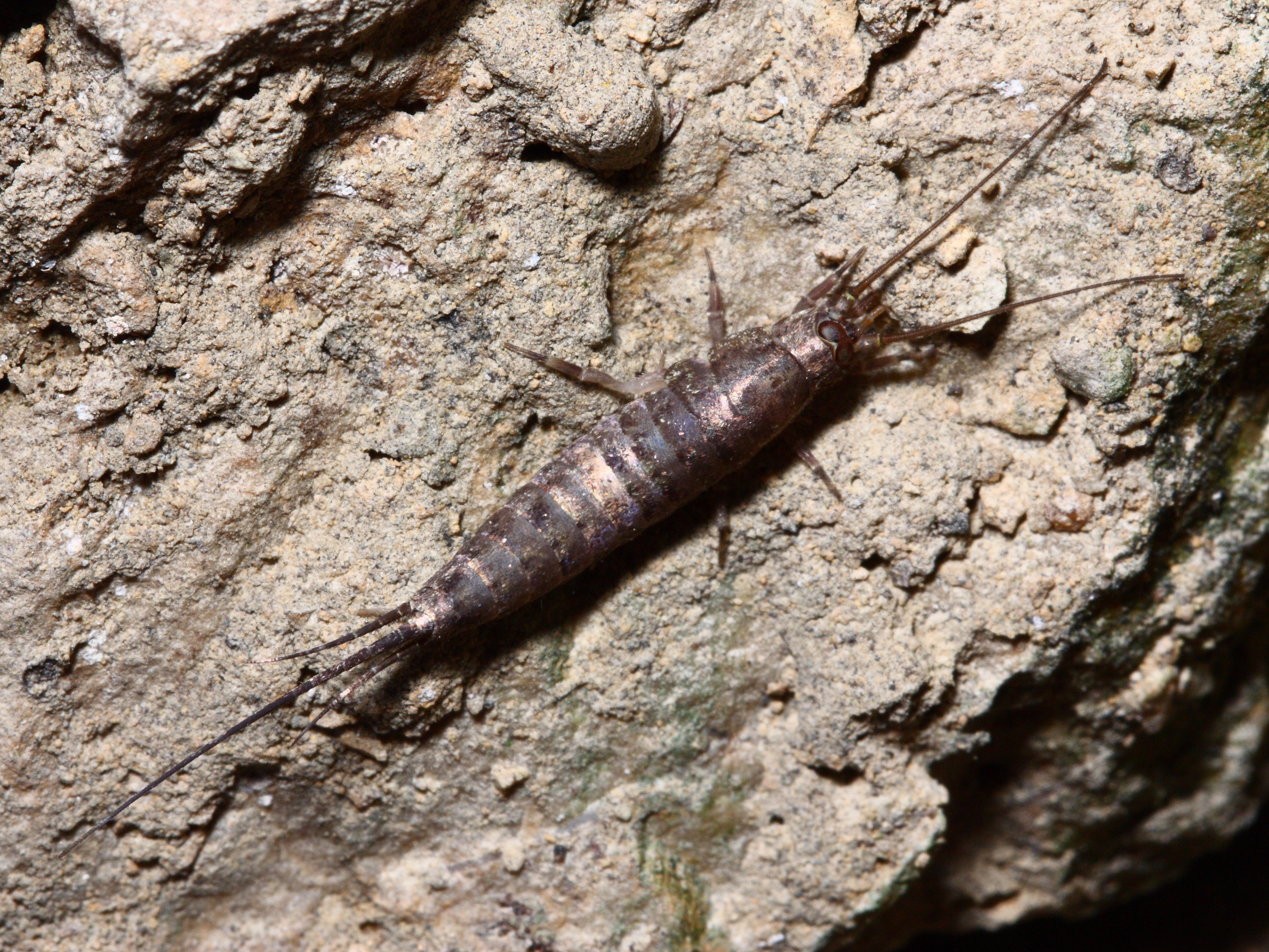
Một loài côn trùng (tên tiếng Anh: Rock bristletail) không biến thái trong bộ Archaeognatha

Không biến thái là một kiểu sinh trưởng hoặc vòng đời ở côn trùng trong đó có rất ít hoặc không có biến thái mà chỉ tăng dần về kích thước. Kiểu vòng đời này chỉ hiện diện ở các loài côn trùng không cánh nguyên thủy: bộ Archaeognatha và Zygentoma.